# Miles Bay
Die Miles Bay ist eine Bucht an der Südküste Südgeorgiens. Sie liegt auf der Südseite des Eisfjords.
Der schottische Geologe David Ferguson gab der Bucht bei seinem Besuch Südgeorgiens von 1911 bis 1912 den Namen South Bay (englisch für Südbucht). Da diese Benennung für die South Bay im Prince Olav Harbour bereits länger etabliert ist, entschied sich das UK Antarctic Place-Names Committee 1957 zu einer Umbenennung. Neuer Namensgeber ist das 1926 gebaute Walfangschiff Don Miles, das sich 1934 im Besitz der Gesellschaft Compañía Argentina de Pesca des norwegischen Walfangunternehmers Carl Anton Larsen befand.